# Overeenstemmingsprincipe
Het overeenstemmingsprincipe (ook wel matching principle) is een boekhoudkundige term voor het feit dat kosten toegewezen worden aan de periode waarop zij betrekking hebben, onafhankelijk van wanneer de reële financiële transactie plaatsvindt. 
Dit principe ligt aan de basis van de verschillende boekhoudkundige verwerking van aankopen die die betrekking hebben op één boekjaar en aankopen die betrekking hebben op meerdere boekjaren. De eerste categorie (bv. aankoop van koffie, bankkosten) wordt geboekt op een kostenrekening. De tweede categorie (bv. aankoop van een machine) wordt geactiveerd, en elk jaar worden via afschrijvingen de kosten die betrekking hebben op het gebruik van het goed in rekening gebracht.
Voor voorraadartikelen geldt dat ze bij aankoop op een balansrekening worden geboekt. De kosten worden beschouwd als gemaakt op het moment dat het goed is verkocht, of bijvoorbeeld als het kapot is gegaan. Het idee is dat als je 1 euro minder hebt maar 1 appel twv 1 euro meer is je netto vermogen gelijk gebleven.